# Pilumnus perrieri
Pilumnus perrieri is een krabbensoort uit de familie van de Pilumnidae. De wetenschappelijke naam van de soort werd in 1898 voor het eerst geldig gepubliceerd door Alphonse Milne-Edwards & Bouvier.